# Nesticus anagamianus
Nesticus anagamianus là một loài nhện trong họ Nesticidae.
Loài này thuộc chi Nesticus. Nesticus anagamianus được Takeo Yaginuma miêu tả năm 1976.